# Naval
Naval est une ville de 2e classe, capitale de la province de Biliran aux Philippines.
Selon le recensement de 2010 elle est peuplée de 48 799 habitants.

## Barangays

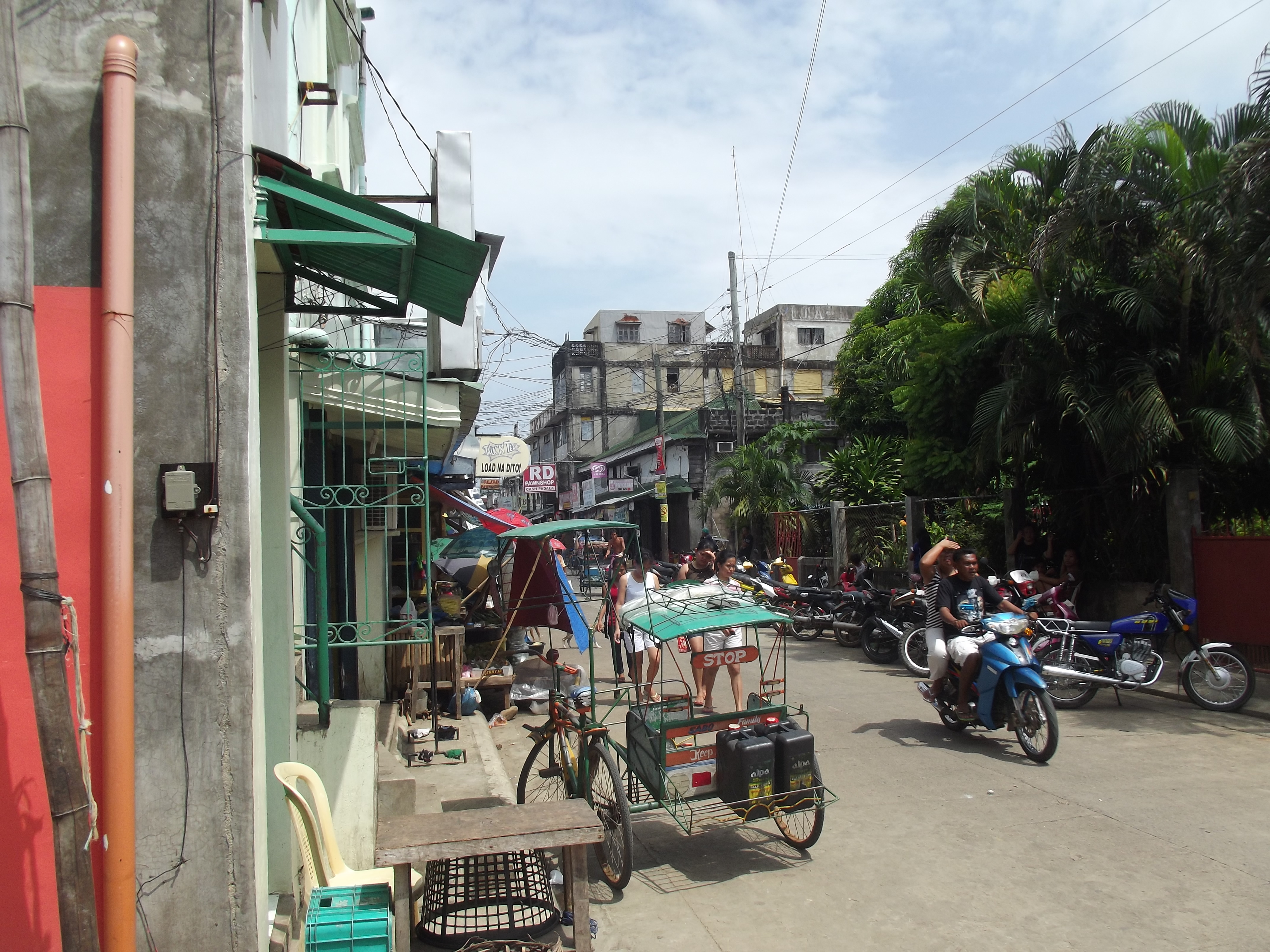
Centre-ville

Naval est divisée en 26 barangays :
- Agpangi
- Anislagan
- Atipolo
- Calumpang
- Capiñahan
- Caraycaray
- Catmon
- Haguikhikan
- Padre Inocentes Garcia
- Libertad
- Lico
- Lucsoon
- Mabini
- San Pablo
- Santo Niño
- Santissimo Rosario
- Talustusan
- Villa Caneja
- Villa Consuelo
- Borac
- Cabungaan
- Imelda
- Larrazabal
- Libtong
- Padre Sergio Eamiguel
- Sabang

## Démographie
| Année | Habitants | Évolution |
| ----- | --------- | --------- |
| 1995  | 32 954    | -         |
| 2000  | 37 974    | 15,23 %   |
| 2007  | 44 288    | 16,63 %   |
| 2010  | 48 799    | 10,19 %   |